# 橋本健
橋本 健（はしもと けん、1924年 - 2007年2月22日）は、日本の電気技術者、著作家。
「幸福科学研究所」設立者。日本超科学会を主宰し、超常現象に関する多数の著書を残した。
アルファ波発生装置「アルファコイル」などの発明者としても知られた。

## 経歴
仙台市生まれ。1943年に旧制姫路高等学校、次いで1945年に東京帝国大学に入学した。同年秋、第二次世界大戦終結後に『生命の實相』に触れ、大いに感化される。1948年、東京大学工学部電気工学科を卒業した後、生長の家の活動に入る。
その後、1955年に富士電工に入社して、諸々の発明に従事し、1982年には黄綬褒章を受章した。
1963年に『超心理学入門』を出版したのを皮切りに、超常現象などについての著書を多数刊行し、1973年に日本超科学会を創設した。サボテンなどの植物と意思疎通する器械とされる4Dメーター、さらに、1982年には、頭部に装着し、「アルファ波の脳波が出るようにする器械」とされるアルファ波発生装置「アルファコイル」を発明している。
2007年2月22日、83歳で死去。

## おもな著書

### 単著
- 超心理学入門 : あなたのかくれた能力を開発する、産報、1963年
- 四次元世界の神秘：超能力・超心理の驚異、池田書店、1966年
- 霊感術入門：あなたも超能力者になれる、池田書店、1968年
- 超物理学入門：四次元世界の謎を解く、池田書店、1971年
- サイリスタとその応用、日本放送出版協会、1972年
- きみにも超能力がある：超心理の話、実業之日本社（少年少女の本. 人間のふしぎシリーズ）、1972年
- エスパー入門：誰でもできる超能力開発法、池田書店、1972年
- 四次元の世界：唯物科学から超科学へ、潮文社、1973年
- スプーン曲げの四次元：心の世界のメカニズム、大陸書房、1974年
- ひらめきの科学：無意識からのメッセージ、潮文社、1975年
- ホームエレクトロニクス工作、日本放送出版協会（ホビーテクニック）、1978年
- サイリスタ応用のノウハウ、日本放送出版協会（ホビーエレクトロニクス）、1980年
- 超科学Q&A：超常現象の謎をとく!、ビッグ社、1980年
- 霊感術：あなたも超能力者になれる、池田書店、1982年
- 超物理学：四次元へのパスポート、池田書店、1983年
- 四次元驚異の世界：UFO、超科学現象、超能力の神秘を解く、池田書店、1983年
- 奇蹟を起こすアルファコイル：運命・願望・富・健康思いのまま、エンタプライズ、1985年
- アルファコイル100の魔術：あなたに成功と幸福を呼び込む、ウィーグル、1987年
- アルファコイルの超科学力： 願望を実現させる高次元の法則、ウィーグル、1987年
- 科学か?宗教か? : 真に人類を救いうるものは、ウィーグル、1988年
- 奇跡の原理 : 奇跡はかくして起こる、ウィーグル、1993年
- 植物とお話しする法 : 話す、喜ぶ、怒る、すねる、ねたむ… 草花の持つ不思議で楽しい能力、ごま書房、1995年
- 植物には心がある、ごま書房（ゴマブックス）、1997年

### 共著
- （本山博との共著）超能力入門：自分でできる超能力開発法、 池田書店、1983年